# Eksplozija avtocisterne v Cap-Haïtienu
14. decembra 2021 je v soseski Samara v haitijskem mestu Cap-Haitien, glavnem mestu province Nord, eksplodirala avtocisterna in pri tem ubila 75 ljudi ter poškodovala še več kot 100. Predsednik vlade Ariel Henry je razglasil tridnevno državno žalovanje.

## Ozadje
Haiti je bil v pomanjkanju goriva, saj ekonomijo goriva v državi nadzorujejo kriminalne združbe. Številne združbe so ugrabile avtocisterne in njihove voznike ter blokirale distribucijske točke v državi. Pomanjkanje goriva je povzročilo zaprtje bolnišnic, šol in drugih obratov, saj so ti zaradi nestabilnosti haitijskega električnega omrežja zanašali na bencinske generatorje.
Stanje se je izboljšalo le en mesec pred dogodkom, ko je Jimmy Cherizer (vodja združbe G9) dovolil vstop tovornjakom v Port au Prince.
Haiti, najrevnejšo državo zahodnega sveta, je prizadela tudi ekonomska kriza. Nekaj mesecev pred incidentom se je v državi zgodil potres (1,5 milijarde $ škode) in uboj predsednika Jovenela Moiseja. Po tem so kriminalne združbe začele prevzemati odgovornost, saj je bila pomoč medla, ropanje pa bohotno.

## Eksplozija
Avtocisterna, ki je nosila okrog 34.000 l goriva, se je med izogibanjem motoristu prevrnila. Gorivo je pričelo iztekati, mimoidoči pa so pred eksplozijo poskušali zbrati gorivo. V eksploziji je umrlo 60 ljudi, zagorelo je 50 domov; poškodovani so bili tudi gospodarski objekti in vozila v bližini. Gasilci so morali zaradi pomanjkanja vode zaprositi za pomoč letaliških gasilcev.
Po eksploziji je zaradi opeklin umrlo še več ljudi.

## Posledice
Reševalna vozila so za prihod na kraj nesreče potrebovala tudi do 5 ur. Žrtve so bile razdeljene med manjše bolnišnice, saj je bila največja od novembra zaprta zaradi napada kriminalnih združb. Zaradi pomanjkanja osnovnih potrebščin so bile bolnišnice po nesreči prenatrpane in niso imeli zmožnosti oskrbe žrtev. Za opečene ljudi je UNICEF poslal osnovno medicinsko pomoč.